# Cardiocondyla nigra
Cardiocondyla nigra är en myrart som beskrevs av Auguste-Henri Forel 1905. Cardiocondyla nigra ingår i släktet Cardiocondyla och familjen myror. Inga underarter finns listade.